# پت اوکانر
پت اوکانر (انگلیسی: Pat O'Connor؛ ۲۲ اوت ۱۹۲۴ – ۱۶ اوت ۱۹۹۰) کشتی‌گیر، و کشتی‌گیر کشتی حرفه‌ای اهل نیوزیلند بود.
وی همچنین برندهٔ جوایزی همچون تالار شهرت دبلیو دبلیو ای شده‌است.